# 菅野真衣
菅野 真衣（かんの まい、1998年8月14日 - ）は、日本の女性声優。東京都出身。マウスプロモーション所属。

## 経歴
5歳くらいの頃、児童劇団に入団して子役として活動。後から親に聞いたところ、すごく人見知りで、大人を前にすると黙ってしまう子供だったようであり、歌、踊りは好きだったことから、「劇団に入団したらもっと元気になるかもしれない」と思って入れてくれたという。
5歳か6歳の時にディズニー・チャンネルの吹き替えで、同い年くらいの女子役を演じたことがあり、その頃から「声の仕事がしたいな」と思っていたという。姉の影響で、アニメも好きだったという。
劇団日本児童退団。声優になりたい夢は変わらなかったが、中学3年生までの年齢制限がある子役劇団だったため、一度活動休止したという。
しかし芝居をしたい気持ちは変わらず、演劇ができる高校を選ぶ。当初は「制服も可愛いし」という軽い気持ちだった。高校では演劇部に所属。大会にも出場する有名校だった。高校時代は事務所に所属せず、演劇部で賞をもらったりして芝居をがんばっていたという。
高校卒業後、マウスプロモーション付属養成所第32期卒。2019年からマウスプロモーションに正式所属。
2021年11月、チュウニズムのマップ「NEW ep.Ⅰ-Side.B」の課題曲『Fantasm』に「yuigot feat.菅野真衣」としてアーティスト参加。

## 人物
小さい頃から運動は苦手で、特にドッジボールが好きではなかった。ボールに当たらないように逃げていくうちに最後まで残り、色々な方向からボールを投げられるのが怖かった。バスケットボールも苦手で、ボールにさわらずにちょこまか動いていたところ、教師から「菅野はちょこまか動いて偉い」と勘違いされた。しかし、ダンスだけは好きでよくアニメソングで踊っており、『ぴちぴちピッチ』のマイクの玩具でずっと歌っていた。歌って踊るのが好きになった最初の原点は、『美少女戦士セーラームーン』で、マイク付きの金髪ウィッグをかぶり、ステッキを持って踊っていたという。
舞台やライブであまり緊張しないのは、場慣れしているからかもしれないといい、前述の通り、子役として活動していたからこそ、声優を目指すようになり戸惑うことが多かった、子供の頃は子供らしく楽しむことが仕事に繋がっていた、しかし、大人は実力の世界のため、「こんなにできなかったかな」と思うことが多く、「芸歴は全然関係ないんだな」と感じているという。
特技は、歌、ピアノ、絶対音感、フリック早打ち。羊毛フェルトを趣味とする。
事務所の同期である陶山恵実里とは仲が良いという。
筆記以外は左利き。

## 出演
太字はメインキャラクター。

### テレビアニメ
2006年
- ケモノヅメ（少女）

2014年
- 旦那が何を言っているかわからない件（愛）

2019年
- アイカツオンパレード!（2019年 - 2020年、生徒、子供、店のアイドル、小島こころ）

2020年
- 魔王城でおやすみ（女性）
- アイドリッシュセブン Second BEAT!（観客D）

2021年
- IDOLY PRIDE（川咲さくら）
- アイカツプラネット!（観客）
- 結城友奈は勇者である -大満開の章-

2022年
- その着せ替え人形は恋をする（のばら）
- 理系が恋に落ちたので証明してみた。r=1-sinθ（女の子）
- 転生賢者の異世界ライフ 〜第二の職業を得て、世界最強になりました〜（スラパッチ）
- 組長娘と世話係（サラ・ウィルソン）
- シャドーハウス（リズ）
- 機動戦士ガンダム 水星の魔女（生徒）

2023年
- 最強陰陽師の異世界転生記（観客D）
- ワールドダイスター（観客C、観客B）
- 新しい上司はど天然（子ども）

2024年
- Re:Monster（赤髪ショート）
- 2.5次元の誘惑（部員、スタッフA）
- ひとりぼっちの異世界攻略（ギャルA）
- 村井の恋（娘）
- 魔王2099（女子生徒B）

2025年
- 花は咲く、修羅の如く（アナウンサー）
- 君のことが大大大大大好きな100人の彼女（メイドA）
- WIND BREAKER Season 2（女子生徒）
- アポカリプスホテル（こども）
- 9-nine- Ruler’s Crown（女生徒D）

### 劇場アニメ
- 劇場版 うたの☆プリンスさまっ♪ マジLOVEキングダム（2019年、観客ガヤ）

### Webアニメ
- マウスどうぶつえん （2020年 - 、 コグマのまい / ホッキョクグマのまい）

### ゲーム
時期不明
- リバースユニオン（クロノス、シルリー、サキュバス）
- 逆転オセロニア

2019年
- クラッシュフィーバー（モーツァルト）
- ラストピリオド（ティピカ）

2020年
- サクラ革命 〜華咲く乙女たち〜（霧ヶ峰あお）

2021年
- 天華百剣 -斬-（熊野三所権現長光）
- IDOLY PRIDE（川咲さくら）
- タイムディフェンダーズ（ローズ）

2022年
- eBASEBALLパワフルプロ野球2022（絵空りぼん）
- ユグドラ・レゾナンス（エリン）
- BLUE REFLECTION TIE/帝（詩の友達）

2023年
- アルカディア(双葉桐華）

2024年
- クイズRPG 魔法使いと黒猫のウィズ（ネーロ・ミルスキ、闇くじら）
- ブルーアーカイブ（元宮チアキ）

2025年
- 伊達鍵は眠らない - From AI：ソムニウムファイル (遠州律子/受付嬢)

### ドラマCD
- 神様はじめました〜鬼神と野狐の戯れ〜（水玉：幼少期）
- MAUSU THEATER
  - Vol.037（マウスおとぎばなし）
  - Vol.039（俺×5限界凸破）
  - Vol.042（ない!?/ある!?）
  - Vol.060 - Vol.065（大正夢探偵～月に憑かれし者たち～）
  - Vol.062（支配人）※「大正夢探偵～月に憑かれし者たち～」と併録
  - Vol.086 - （理想郷の歩き方）

### ASMR
- いっしょぐらし ～後輩彼女編～（2023年、伊勢崎詩穂）

### 吹き替え
- イ・サン（ナム・ソンヒ）
- クリスマスドロップ作戦　南の島に降る奇跡〜南の島に降る奇跡〜（オードリー、イラナ）
- こちらエミリーヤン（エミリー・ヤン）
- JETT/ジェット（アリス）
- ナタ転生
- ベッドタイム・ストーリー（トリーシャ・スパークス）
- わかっていても（ソ・ジワン）

### ラジオ
※はインターネット配信。
- ラジオどっとあい 菅野真衣のまいにちスマイル♡（2021年、AG-ON Premium※・YouTube※・超!A&G+※）[40]
- IDOLY PRIDE コンバンハから始まる物語（2021年 - 、超!A&G+※・YouTube※）[41]
- 菅野真衣・首藤志奈のまいにちだいしゅき！ (2022年、OPENREC.tv※)
- 菅野真衣のマイペースマイワールド♡ （2023年 - 、ニコニコ生放送※）[42]

### オーディオドラマ
- 目黒FM「よみほぐ」（2019年、朗読：牛若丸）
  - 目黒FM「よみほぐ」（2019年、朗読：証城寺の狸囃子）

### デジタルコミック
- こっちむいて!みい子（2019年、山田みい子）
- 幽焔の悠（2021年、綿貫沙彩[43]）
- BLACK MILK（2021年、マクレシア）[44]

### 舞台
- 朗読劇『マッチングアプリ:アップルボム(仮)』（2023年7月26日-30日、シアターサンモール）- キララ

### その他コンテンツ
- 温泉むすめ（2019年、下諏訪綿音[45]）
- ガストショップ マスコットキャラクター（2019年、子がすとちゃん〈仮〉[46]）
- 進研ゼミ教材 チャレンジタッチ「学年対抗脱出バトル」（2019年、ひな、ゆうと）
- MAUSU THEATER Vol.037 「マウスおとぎばなし」（2019年、赤子）
- IDOLY PRIDE（2019年、川咲さくら[47]）
- ウチの夏フェス2019（2019年）
- つばめアルペン PV（2023年、鴨原響子[48]）

## ディスコグラフィ

### キャラクターソング
| 発売日         | 商品名                                                  | 歌 | 楽曲                                                                             | 備考                                                                                                |
| -------------- | ------------------------------------------------------- | --- | -------------------------------------------------------------------------------- | --------------------------------------------------------------------------------------------------- |
| 2019年9月14日  | たのしもーるガストリア創刊号                            | がすとちゃん（大野柚布子）、子がすとちゃん（菅野真衣）                                                   | 「一陣の風」 「令和新時代！ガストちゃん音頭 〜お布施握って並んで待つですの！〜」 | 「ガストショップ」関連曲                                                                            |
| 2020年5月10日  | Shine Purity〜輝きの純度〜                              | 星見プロダクション                                                                                       | 「Shine Purity〜輝きの純度〜」                                                   | 『IDOLY PRIDE』関連曲                                                                               |
| 2021年2月10日  | IDOLY PRIDE                                             | 星見プロダクション                                                                                       | 「IDOLY PRIDE」                                                                  | テレビアニメ『IDOLY PRIDE』オープニングテーマ                                                       |
| 2021年2月10日  | IDOLY PRIDE                                             | 星見プロダクション                                                                                       | 「The Sun, Moon and Stars」                                                      | テレビアニメ『IDOLY PRIDE』エンディングテーマ                                                       |
| 2021年2月10日  | IDOLY PRIDE                                             | 星見プロダクション                                                                                       | 「サヨナラから始まる物語」                                                       | 『IDOLY PRIDE』関連曲                                                                               |
| 2021年3月10日  | Shining Days                                            | サニーピース                                                                                             | 「Shining Days」 「SUNNY PEACE HARMONY」                                         | 『IDOLY PRIDE』関連曲                                                                               |
| 2021年10月27日 | IDOLY PRIDE Collection Album [奇跡]                     | 星見プロダクション                                                                                       | 「Fight oh! MIRAI oh!」                                                          | 『IDOLY PRIDE』関連曲                                                                               |
| 2021年10月27日 | IDOLY PRIDE Collection Album [奇跡]                     | サニーピース                                                                                             | 「サマー♡ホリデイ」                                                              | 『IDOLY PRIDE』関連曲                                                                               |
| 2021年12月22日 | IDOLY PRIDE Collection Album [約束]                     | サニーピース                                                                                             | 「EVERYDAY! SUNNYDAY!」 「song for you」                                         | 『IDOLY PRIDE』関連曲                                                                               |
| 2021年12月22日 | IDOLY PRIDE Collection Album [約束]                     | 川咲さくら（菅野真衣）                                                                                   | 「First Step」                                                                   | 『IDOLY PRIDE』関連曲                                                                               |
| 2021年12月22日 | IDOLY PRIDE Collection Album [約束]                     | 星見プロダクション                                                                                       | 「Pray for you」                                                                 | 『IDOLY PRIDE』関連曲                                                                               |
| 2022年6月29日  | それを人は“青春”と呼んだ                                | 長瀬琴乃（橘美來）、川咲さくら（菅野真衣）、天動瑠依（雨宮天）、神崎莉央（戸松遥）                       | 「それを人は“青春”と呼んだ」                                                     | 『IDOLY PRIDE』関連曲                                                                               |
| 2022年6月29日  | それを人は“青春”と呼んだ                                | 川咲さくら（菅野真衣）                                                                                   | 「もういいよ」                                                                   | 『IDOLY PRIDE』関連曲                                                                               |
| 2022年6月29日  | それを人は“青春”と呼んだ                                | サニーピース                                                                                             | 「全力！絶対！！カウントダウン！！！」                                           | 『IDOLY PRIDE』関連曲                                                                               |
| 2022年7月27日  | ごはんだヨッ！ダダダダン！！                            | スラちゃんず△                                                                                            | 「ごはんだヨッ！ダダダダン！！」                                                 | テレビアニメ『転生賢者の異世界ライフ 〜第二の職業を得て、世界最強になりました〜』エンディングテーマ |
| 2022年7月27日  | ごはんだヨッ！ダダダダン！！                            | スラちゃんず△                                                                                            | 「のんびり異世界ライフ」                                                         | テレビアニメ『転生賢者の異世界ライフ 〜第二の職業を得て、世界最強になりました〜』関連曲             |
| 2023年2月1日   | IDOLY PRIDE Collection Album [未来]                     | サニーピース                                                                                             | 「SUNNY PEACE for You and Me！」                                                 | 『IDOLY PRIDE』関連曲                                                                               |
| 2023年5月24日  | Gemstones                                               | 星見プロダクション                                                                                       | 「Gemstones」                                                                    | 『IDOLY PRIDE』関連曲                                                                               |
| 2023年5月24日  | Gemstones                                               | 長瀬琴乃（橘美來）、川咲さくら（菅野真衣）                                                               | 「Gemstones」                                                                    | 『IDOLY PRIDE』関連曲                                                                               |
| 2023年12月6日  | Let'sGo!Let'sGo!ピース！ピース！                        | サニーピース                                                                                             | 「Let'sGo!Let'sGo!ピース！ピース！」 「Daytime Moon」                            | 『IDOLY PRIDE』関連曲                                                                               |
| 2024年3月20日  | IDOLY PRIDE Collection Album [chronicle]                | 星見プロダクション                                                                                       | 「MELODIES」                                                                     | 『IDOLY PRIDE』関連曲                                                                               |
| 2024年3月20日  | IDOLY PRIDE Collection Album [chronicle]                | サニーピース                                                                                             | 「Hi5でピースサイン！」                                                          | 『IDOLY PRIDE』関連曲                                                                               |
| 2024年3月20日  | IDOLY PRIDE Collection Album [chronicle]                | 長瀬琴乃（橘美來）、川咲さくら（菅野真衣）、天動瑠依（雨宮天）、神崎莉央（戸松遥）、fran（Lynn）         | 「友達だよ、いつの日も」                                                         | 『IDOLY PRIDE』関連曲                                                                               |
| 2025年1月22日  | ラブリー♡♡♡♡♡♡                                          | サニーピース                                                                                             | 「ラブリー♡♡♡♡♡♡」 「MELODIES（サニーピースver.）」                              | 『IDOLY PRIDE』関連曲                                                                               |
| 2025年3月19日  | IDOLY PRIDE Collection Album [Resonance]                | 星見プロダクション                                                                                       | 「パラダイス！」 「星色のカレイドスコープ」                                      | 『IDOLY PRIDE』関連曲                                                                               |
| 2025年3月19日  | IDOLY PRIDE Collection Album [Resonance]                | 長瀬琴乃（橘美來）、川咲さくら（菅野真衣）                                                               | 「Searchlight」                                                                  | 『IDOLY PRIDE』関連曲                                                                               |
| 2025年3月19日  | IDOLY PRIDE Collection Album [Resonance] 初回生産限定盤 | 川咲さくら（菅野真衣）                                                                                   | 「星色のカレイドスコープ」                                                       | 『IDOLY PRIDE』関連曲                                                                               |
| 2025年5月30日  | Girls in wonderland                                     | 成宮すず（相川奏多）、兵藤雫（首藤志奈）、鈴村優（麻倉もも）、長瀬琴乃（橘美來）、川咲さくら（菅野真衣） | 「Girls in wonderland」                                                          | 『IDOLY PRIDE』関連曲                                                                               |
| 2025年7月9日   | ありがとう to You                                       | 星見オールスターズ                                                                                       | 「ありがとう to You」                                                            | 『IDOLY PRIDE』関連曲                                                                               |

### 参加楽曲
| 発売日         | 商品名                | 歌       | 楽曲               | 備考                         |
| -------------- | --------------------- | -------- | ------------------ | ---------------------------- |
| 2019年10月16日 | 未来茶屋 Vol.2        | 菅野真衣 | 「Fairytale」      |                              |
| 2019年12月28日 | MAUSU THEATER Vol.041 | 菅野真衣 | 「言えない言葉」   |                              |
| 2024年2月9日   | MAUSU THEATER Vol.082 | 菅野真衣 | 「いいねしないで」 |                              |
| -              | -                     | 菅野真衣 | 「アルカディア」   | ゲーム『アルカディア』主題歌 |